# Safnern
Safnern (Frans (verouderd): Savagnier) is een gemeente en plaats in het Zwitserse kanton Bern, en maakt deel uit van het district Biel/Bienne.
Safnern telt 1.886 inwoners.